# Glorio Della Vecchia
Glorio Della Vecchia, noto come Tenente Salvati e conosciuto erroneamente come Ezio Della Vecchia (Campanelle, 1º ottobre 1919 – Passo San Ginesio, 5 maggio 1944), è stato un carabiniere, militare e partigiano italiano. Venne insignito di una Medaglia d'argento al Valor Militare per il suo servizio dato come partigiano nelle campagne ginesine.

## Biografia

### La giovinezza e l'ingresso nei Carabinieri Reali
Glorio Della Vecchia nasce a Campanelle il 1º ottobre 1919 da Enrico Della Vecchia e Anna Bordi. Cresciuto nella rispettiva famiglia di artigiani benestanti ginesini, Glorio interruppe gli studi all'Istituto magistrale per arruolarsi nei Carabinieri Reali. Finito l'arruolamento, fu assegnato come carabiniere a Bolzano, frequentando contemporaneamente la scuola per sciatori ad Asiago che gli fornì l'accesso al Regio esercito nel giugno del 1940. Fu mandato sul fronte alpino occidentale, proprio durante la battaglia delle Alpi Occidentali. Finite le operazioni di guerra contro la Francia, il giovane carabiniere, promosso vicebrigadiere, partecipò alla campagna d'Albania. Rientrato nell'agosto del 1943 fu poi assegnato alla Stazione di Montegiorgio, dove restò fino all'armistizio e non contento all'idea di dover collaborare con i nazifascisti, fuggì.

### La creazione del futuro Gruppo Vera e le prime azioni partigiane
Il 21 settembre del 1943, Glorio si aggregò ad una formazione partigiana, con il soprannome di "tenente Salvati", creando un primo nucleo di patrioti che operarono nel territorio di San Ginesio. Il nucleo era composto da Umberto Graziosi, Vinicio e Tonino Bertoni, Mario Mogliani, Mario Sancricca, il carabiniere Raniero Ciabocco e Gino dalle Campanelle. Conosciuto già a Macerata per le sue azioni antifasciste, venne avvertito dal Prefetto Ferrazzani che se fosse stato catturato sarebbe stato impiccato a Passo San Ginesio e lasciato lì appeso per tre giorni. Durante i disarmi delle caserme dei carabinieri di Sant'Angelo in Pontano, Colmurano e San Ginesio, Glorio si occupò di recuperare più rifornimenti possibili, rapinando il Commissario prefettizio di Montegiorgio, a cui sottrasse l'auto e alcuni indumenti, e sottraendo armi e munizioni dalla caserma dello stesso Comune. Fu ferito proprio in questa occasione ad una gamba. Un frate francescano lo convinse a farsi curare a Roma. Dopo essersi un po' ripreso dalla ferita, ritornò tra i suoi compagni tra i monti Sibillini, riprese i combattimenti provando a convincere - sulla spinta del Comitato di Liberazione Nazionale di Macerata - i partigiani nella zona di migliorare le formazioni di essi.

### Lo scontro di Campanelle e la morte
Il 5 maggio 1944, nei pressi del fiume Fiastra cinque partigiani del Gruppo Vera, tra cui Glorio, si scontrarono per circa due ore con alcuni uomini del I Battaglione CC.NN. "IX Settembre", proveniente da Sarnano per effettuare qualche rastrellamento lungo la SS 78. Lo scontro, dalla durata di due ore circa, avvenne in un campo di un signore conosciuto come "Duminellu". Tre dei cinque partigiani, approfittando di un momento di confusione riuscirono a fuggire, lasciando lui, Giovanni Fornari e Ivo Pacioni. Armati con armi nascoste nei pressi del fiume soggette all'umidità che causò numerosi problemi, Fornari e Pacioni vennero catturati facilmente, mentre Glorio tentò di fuggire nel fiume. Un milite del battaglione, riconoscendolo fisicamente, poiché erano stati nello stesso reparto durante la campagna d'Albania, gli intimò di fermarsi e gli promise che non gli sarebbe successo nulla. Una volta arreso ebbe la possibilità di cambiarsi i vestiti bagnati, mentre gli altri due vennero duramente torturati ed interrogati. Condotti verso Passo San Ginesio, al passaggio di fronte la casa di Glorio, Pacioni gravemente stordito confessò che quella era la casa del loro capitano, il tenente Salvati e dopo una confessione di Glorio, i militi iniziarono a torturare duramente anche lui. Giunti a Passo, i tre vennero fucilati e i loro corpi restarono all'aria aperta per due giorni.

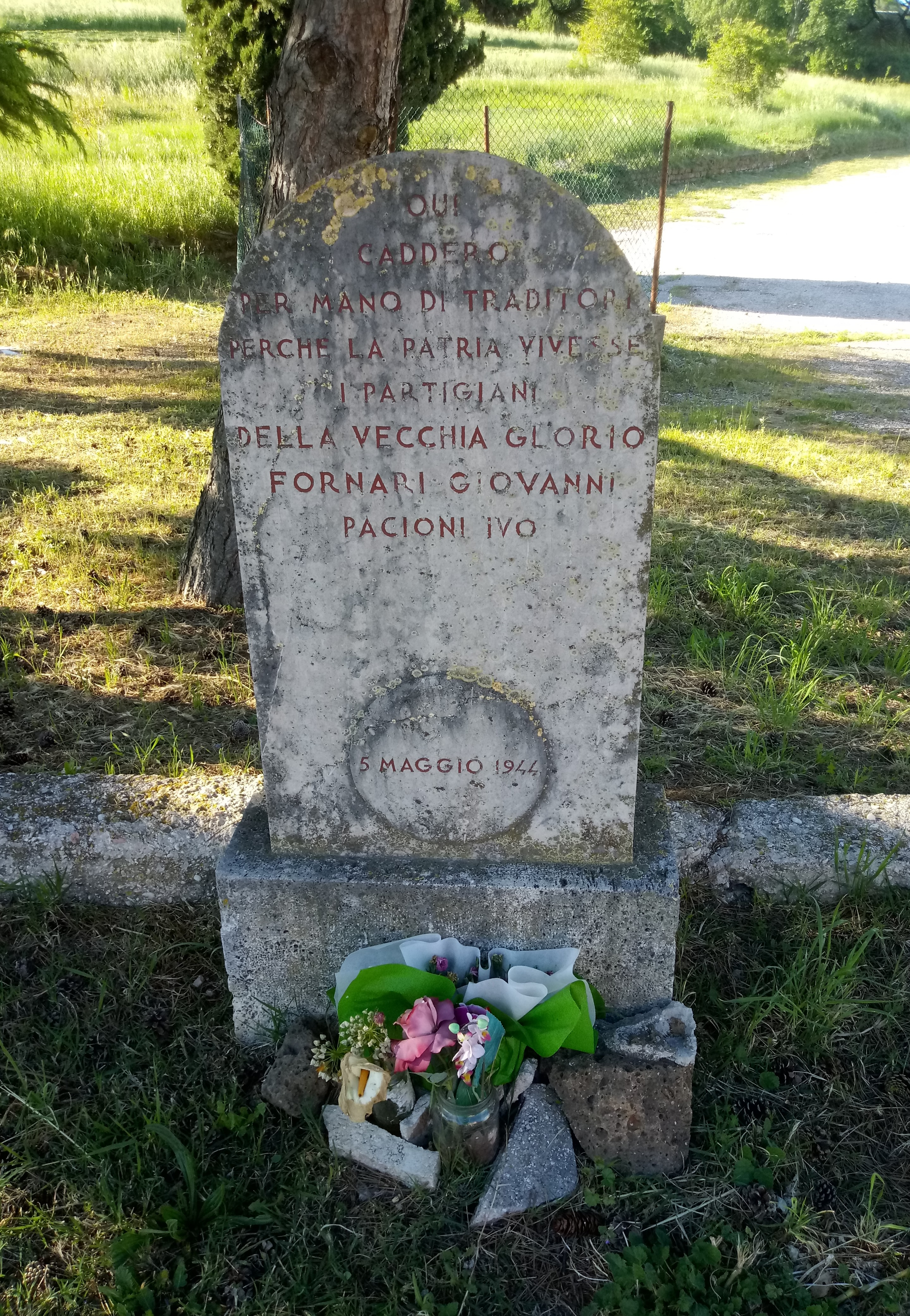
Cippo ai tre partigiani trucidati, tra cui Glorio della Vecchia

Nella frazione di morte di Glorio, posa un cippo in onore della sua morte e di altri due suoi compagni. Nel 1998, alla memoria di Glorio Della Vecchia, è stata dedicata la nuova Stazione dei carabinieri di San Severino Marche.